# Korsvejskirken
Korsvejskirken är en kyrka som ligger i Korsvejens Sogn på Amager i Tårnby kommun, Region Hovedstaden.

## Kyrkobyggnaden
År 1949 påbörjades insamlingen till en ny kyrka i Kastrup. År 1951 donerades tomtmark av handelsträdgårdsmästaren Oluf Kristensen. År 1953 tillsattes en kommitté för att övervaka arbetet med en ny kyrka. Först på 1970-talet gav Kyrkodepartementet tillstånd att starta själva byggandet.
Den pyramidformade kyrkan uppfördes åren 1971-1973 efter ritningar av arkitekt Holger Jensen. Grundstenen lades den 18 december 1971 och söndagen den 13 maj 1973 invigdes kyrkan av Köpenhamns biskop Willy Westergaard Madsen.
En klockstapel uppfördes år 1982. År 1988 byggdes församlingshemmet ut och ett nytt kapell tillkom.

## Inventarier
- Klockstapelns två klockor är gjutna hos Petit & Fritsen i Nederländerna.
- Nuvarande altarkors har tillkommit år 1993.